# Décès en mai 1949
Décès
- 1945
- 1946
- 1947
- 1948
- 1949
- 1950
- 1951
- 1952
- 1953

Pour une information complémentaire, voir la page d'aide.

| Date   | Nom             | Pays                   | Activités                          | Âge | Source  |
| ------ | --------------- | ---------------------- | ---------------------------------- | --- | ------- |
| 4 mai  | Aldo Ballarin   | Drapeau de l'Italie    | Footballeur international Italien. | 27  |         |
| 4 mai  | Danilo Martelli | Drapeau de l'Italie    | Footballeur Italien.               | 21  |         |
| 4 mai  | Virgilio Maroso | Drapeau de l'Italie    | Footballeur international Italien. | 23  |         |
| 4 mai  | Giuseppe Grezar | Drapeau de l'Italie    | Footballeur international Italien. | 30  |         |
| 15 mai | Albert Marteaux | Drapeau de la Belgique | Homme politique belge.             | 63  |         |
| 24 mai | Rosita Renard   | Drapeau du Chili       | Pianiste chilienne.                | 55  | (en-US) |